# Steve 'N' Seagulls
Steve 'N' Seagulls est un groupe de country finlandais, qui reprend en version bluegrass des chansons de genre principalement hard rock ou heavy metal.

## Histoire du groupe
Le groupe, dont le nom est un jeu de mots avec celui de l'acteur Steven Seagal, a acquis la notoriété en 2014 avec la publication de vidéos sur YouTube, notamment une reprise de Thunderstruck d'AC/DC qui a dépassé les cent-quatre-vintg millions de vues. Le premier album du groupe, Farm Machine, est sorti sur le label Spinefarm Records le 8 mai 2015 et s'est classé à la 7e place des charts en Finlande. L'album suivant, Brothers in Farms, est sorti le 9 septembre 2016 et s'est hissé à la 10e place de ce même classement.
Le troisième album, Grainsville, est paru en 2018.
Le quatrième album, Another Miracle, est paru en 2020.

## Composition du groupe
- Remmel - chant, guitare, mandoline, balalaïka, enclume
- Skubu - chant, cuillères, batterie, percussions (a remplacé Puikkonen en août 2019[4])
- Jamppa - chant, contrebasse (a remplacé Pukki en mai 2019[5])
- Wild Till Hiltunen - accordéon, clavier, flûte, mandoline, cuillères
- Herman de German - chant, guitare, banjo